# Liga I 2006-2007
La Liga I 2006-2007 è stata la 89ª edizione della massima serie del campionato di calcio rumeno, disputato tra il 28 luglio 2006 e il 23 maggio 2007 e concluso con la vittoria finale della Dinamo București, al suo diciottesimo titolo.
Capocannoniere del torneo fu Claudiu Niculescu (Dinamo București), con 18 reti.

## Formula
Le squadre partecipanti passarono da 16 a 18 e disputarono un turno di andata e ritorno per un totale di trentaquattro partite.
Le ultime quattro classificate retrocedettero in Liga II. Il Ceahlăul Piatra Neamț, giunto quindicesimo, fu ripescato per il mancato ottenimento della licenza da parte del FC Delta Tulcea.
Le qualificate alle coppe europee furono sei: le prime due alla UEFA Champions League 2007-2008, la terza e la vincitrice della coppa di Romania alla Coppa UEFA 2007-2008, più altre due squadre alla Coppa Intertoto 2007.

## Classifica finale
|    | Classifica            | G  | V  | N  | P  | GF | GS | Dif | Pt |
| -- | --------------------- | -- | -- | -- | -- | -- | -- | --- | -- |
| 1  | Dinamo București      | 34 | 23 | 8  | 3  | 63 | 24 | +39 | 77 |
| 2  | Steaua București      | 34 | 21 | 8  | 5  | 61 | 22 | +39 | 71 |
| 3  | CFR Cluj              | 34 | 21 | 6  | 7  | 59 | 32 | +27 | 69 |
| 4  | Rapid București       | 34 | 16 | 11 | 7  | 63 | 39 | +24 | 59 |
| 5  | Oțelul Galați         | 34 | 17 | 5  | 12 | 60 | 56 | +4  | 56 |
| 6  | Gloria Bistrița       | 34 | 16 | 6  | 12 | 42 | 35 | +7  | 54 |
| 7  | Poli Timișoara        | 34 | 15 | 8  | 11 | 37 | 33 | +4  | 53 |
| 8  | FC Vaslui             | 34 | 13 | 11 | 10 | 41 | 44 | -3  | 50 |
| 9  | Universitatea Craiova | 34 | 12 | 12 | 10 | 39 | 43 | -4  | 48 |
| 10 | Unirea Urziceni       | 34 | 13 | 8  | 13 | 30 | 29 | +1  | 47 |
| 11 | Pandurii Târgu Jiu    | 34 | 13 | 5  | 16 | 26 | 35 | -9  | 44 |
| 12 | UTA Arad              | 34 | 11 | 8  | 15 | 28 | 39 | -11 | 41 |
| 13 | Poli Iași             | 34 | 10 | 10 | 14 | 34 | 41 | -7  | 40 |
| 14 | Farul Constanța       | 34 | 8  | 12 | 13 | 31 | 35 | -4  | 37 |
| 15 | Ceahlăul Piatra Neamț | 34 | 8  | 7  | 19 | 27 | 53 | -26 | 31 |
| 16 | FC Argeș              | 34 | 5  | 9  | 20 | 23 | 47 | -24 | 24 |
| 17 | Național București    | 34 | 6  | 6  | 22 | 27 | 52 | -25 | 24 |
| 18 | Jiul Petroșani        | 34 | 5  | 5  | 24 | 15 | 47 | -32 | 20 |

## Verdetti
- Dinamo București Campione di Romania 2005-06.
- Argeș, Național București e Jiul Petroșani retrocesse in Liga II.

### Qualificazioni alle Coppe europee
- UEFA Champions League 2006-2007: Dinamo București ammesso al terzo turno preliminare, Steaua București ammesso al secondo turno preliminare.
- Coppa UEFA 2006-2007: CFR Cluj ammessa al secondo turno preliminare, Rapid București ammesso al tabellone principale.
- Coppa Intertoto 2007: Gloria Bistrița ammesso al primo turno, Oțelul Galați ammesso al secondo turno.